# Верхнее Тимерчеево
Ве́рхнее Тимерче́ево (чув. Анат Тимӗрчкасси) — деревня в Комсомольском районе Чувашской Республики. Входит в состав Тугаевского сельского поселения.

## География
Находится в юго-восточной части Чувашии, на расстоянии приблизительно 12 км на юго-запад по прямой от районного центра села Комсомольское.

## История
Образовалась во второй половине XIX веке при разделении деревни Тимерчеево на Верхнее и Нижнее Тимерчеево. В 1897 году было учтено 98 дворов и 523 жителя, в 1913—106 дворов и 659 жителей, в 1926—138 дворов и 711 жителей, в 1939—734 жителя, в 1979—170 дворов, 611 человек. В 2002 году было 144 двора, в 2010—134 домохозяйства. В 1931 году образован колхоз «Çĕнтерÿ» (Победа), в 2010 действовал СХПК «Луч».

## Население
Постоянное население составляло 444 человека (чуваши 100 %) в 2002 году, 418 в 2010.